# بيدميدان (سبيدار)
بیدمیدان (بالفارسية: بیدمیدان) هي قرية تقع في إيران في قسم سبیدار الريفي.